# Sanglier blanc

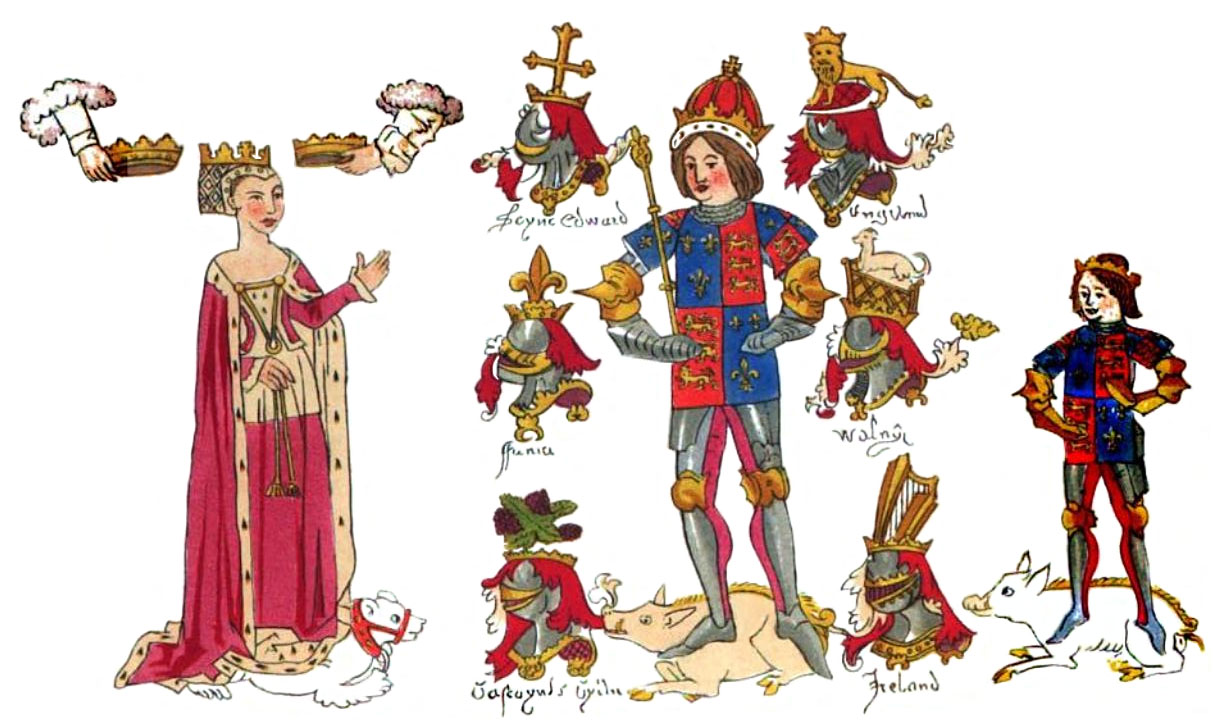
Richard et son fils debout sur des sangliers dans rouleau héraldique contemporain

Le Sanglier blanc était l'emblème ou insigne personnel du roi anglais Richard III d'Angleterre (1452-1485, régna à partir de 1483), et est l'un des premiers exemples de l'utilisation de sangliers dans l'héraldique.
Les insignes de livrée ont été d'importants symboles de l'appartenance politique dans la guerre des Deux-Roses, et Richard en a distribué un très grand nombre lors de son couronnement et l'installation de son fils Édouard en tant que prince de Galles, pour lesquelles une commande de 13 000 insignes en futaine est enregistrée. Édouard semble avoir tiré l'utilisation de l'insigne tant de l'accession au trône au Richard, que de sa propre nomination en tant que Prince de Galles, toutes deux en 1483, jusqu'à sa mort l'année suivante. Le choix de l'insigne par Richard était sans nul doute personnel, mais selon un document un peu plus tardif le sanglier avait été un insigne de la possession royale de l'« honneur de Windsor » (un « honneur » étant alors un grand domaine, pas forcément entièrement situé aux alentours de l'endroit duquel il a pris son nom). Une autre suggestion est que le sanglier était un jeu de mots sur "Ebor", une contraction de Eboracum, le nom latin de York, Richard était connu comme « Richard d'York », avant d'être fait Duc de Gloucester.

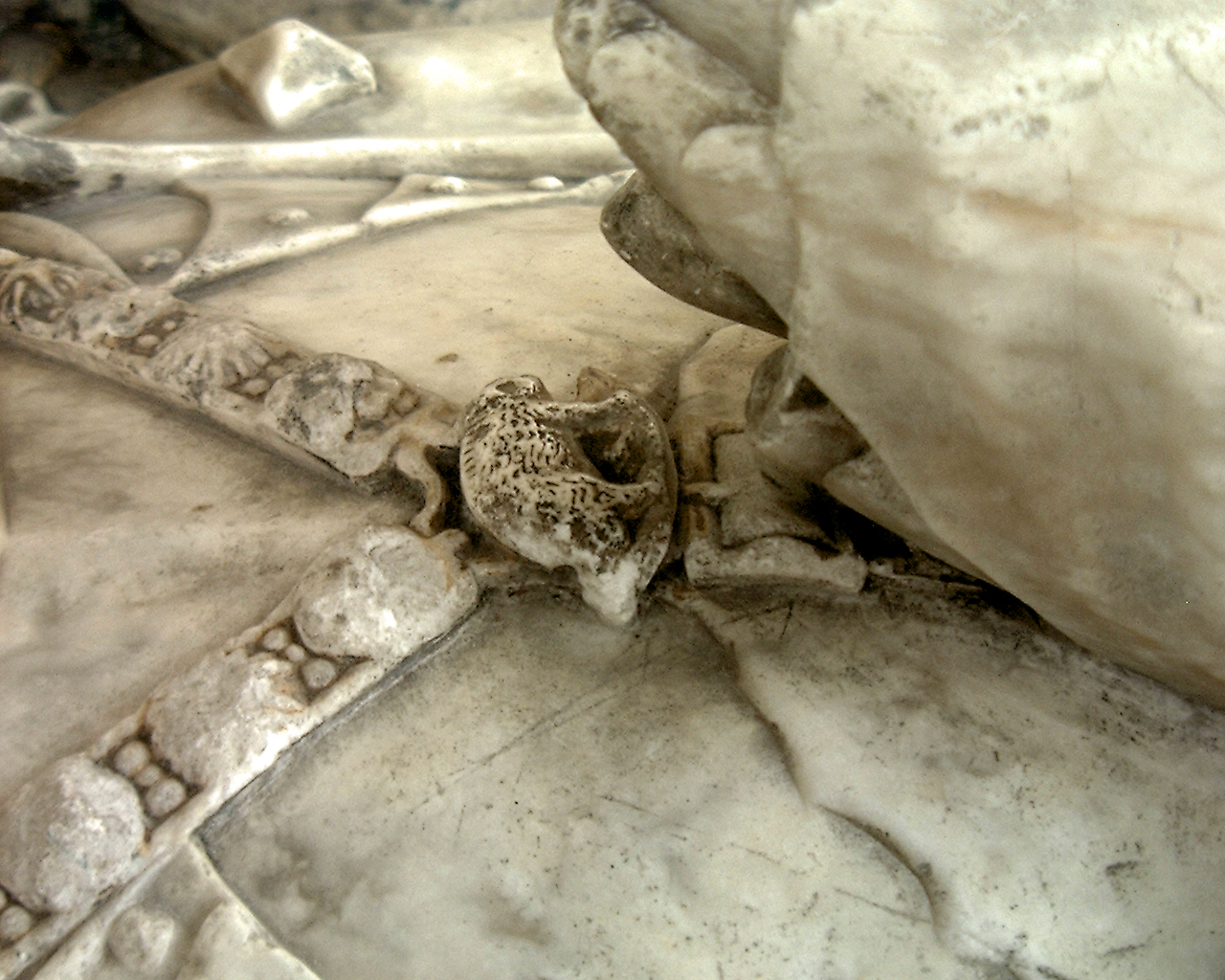
L'insigne au sanglier blanc de Richard III en pendentif sur un collier de livrée d'York sur le monument funéraire de Sir Ralph Fitzherbert (mort en 1483).

Richard fut jugé coupable d'infamie par la dynastie des Tudor qui a suivi son court règne, et la plupart de ses insignes ont sans doute été jetés à la hâte après sa mort. Seuls deux exemples ont survécu sur des monuments funéraires, dont l'un a été détruit au XXe siècle. Le seul exemple restant est un sanglier blanc en pendentif sur un collier de livrée de la Maison d'York sculpté sur l'effigie en albâtre de Sir Ralph Fitzherbert, qui est mort sous le règne de Richard en 1483. Un certain nombre d'insignes métallique ont survécu, faits pour être épinglés à la poitrine ou à un chapeau, en plomb, en argent et en cuivre doré en haut relief ; le dernier a été trouvé chez Richard au château de Middleham, dans le Yorkshire, et fut très probablement porté par un de ses domestiques quand il était duc de Gloucester.
Un nouvel exemple en vermeil a été trouvé en 2009 à proximité du champ de bataille de la bataille de Bosworth, où Richard a été tué en 1485 ; cette découverte, ajoutée à d'autres trouvailles, conduit les historiens à repenser l'emplacement précis de la bataille. L'archéologue responsable du site, le Dr Glenn Foard, a déclaré : « ... plusieurs de ces objets sont étonnants. Le plus important est de loin le sanglier en vermeil, qui était l'insigne personnel de Richard III, donné en grand nombre à ses partisans. Mais celui-ci est spécial, car il est en vermeil. Il était très certainement porté par un chevalier de la propre escorte du roi Richard qui ont chevauché avec le roi jusqu'à sa mort, dans sa dernière charge de cavalerie désespérée. Il a été trouvé juste à côté de l'emplacement d'un petit marais médiéval, et le roi a été tué lorsque son cheval s'est enlisé dans un bourbier. » Cet insigne est similaire, mais pas identique, au Sanglier Chiddingly trouvé à Chiddingly, dans le Sussex de l'Est, en 1999, et aujourd'hui au British Museum. Celui-ci est, ou a été, également en vermeil, bien que beaucoup de la dorure ait disparu. les insignes en métaux précieux aurait été donné aux plus importants, ou peut-être intimes, des partisans de Richard. Il existait sans doute à une période des badges en or, émail et pierres précieuses pour des partisans encore plus importants, comme le Cygne de Dunstable de la Maison de Lancastre.
La Société Richard III, dédiée à la défense de sa réputation, fait un usage intensif des sangliers blancs dans ses diverses formes de l'art héraldique. Il a été à l'origine appelé le mouvement du Sanglier blanc.